# Pierre Leber
Pierre Leber, Pierre Le Ber ou encore Pierre Lebert, est un imprimeur et un libraire du XVIe siècle dont les « impressions sont très rares » (selon Charles Fairfax Murray).

## Biographie
Pierre Leber est le fils d'un maître vitrier parisien, Toussaint Le Bert. On sait qu'il exerce à Paris à partir de 1523.
De religion protestante, il est accusé en 1561 d'avoir organisé des réunions secrètes dans sa maison de la rue des Amandiers et se voit chassé de sa maison pillée.
Grâce à l'ouvrage de  Philippe Renouard, on connaît une des marques d'imprimeur utilisées par Leber en 1562.